# Kristy Harris
Kristy Lee Harris (ur. 20 stycznia 1993 r.) – australijska bokserka, brązowa medalistka mistrzostw świata. Występowała w kategoriach od 48 do 54 kg.
W 2018 podczas mistrzostw świata w Nowym Delhi zdobyła brązowy medal w kategorii do 54 kg. W ćwierćfinale pokonała Brazylijkę Jucielen Romeu, lecz w półfinale przegrała z reprezentującą Chińskie Tajpej Lin Yu-ting 0:5.